# ای‌سی‌اس ماکرو لترز
ای سی اس ماکرو لترز (به انگلیسی: ACS Macro Letters) ، نام یکی از نشریه‌های تخصصیِ علم شیمی فراذره‌ای و نانوشیمی است که از سال ۲۰۱۲ به‌دست انجمن شیمی امریکا و به زبان انگلیسی چاپ می‌رسد.
این نشریه که از نوع داوری همتا است، به صورت ماهیانه منتشر می‌گردد.